# Google Trends
Google Trends é uma ferramenta do Google que mostra os mais populares termos buscados em um passado recente.  
A ferramenta apresenta gráficos com a frequência em que um termo particular é procurado em várias regiões do mundo, e em vários idiomas. O eixo horizontal do gráfico representa tempo (a partir de algum tempo em 2004), e o vertical é com que frequência é procurado um termo, globalmente. Abaixo do gráfico principal, a popularidade é dividida por países, regiões, cidades e linguagem. Também permite ao usuário comparar o volume de procuras entre duas ou mais condições. Notícias relacionadas aos termos buscados são mostradas ao lado e relacionadas com o gráfico, apresentando possíveis motivos para um aumento ou diminuição do volume de buscas. Em 2015, o Google Trends está disponível em 28 países, inclusive o Brasil. Segundo dados da própria empresa, são realizadas 100 bilhões de consultas por mês.